# 大日本帝国憲法第53条
大日本帝国憲法第53条（だいにほん/だいにっぽん ていこくけんぽう だい53じょう）は、大日本帝国憲法第3章にある、帝国議会に関する規定である。

## 現代風の表記
- 両議院の議員は、現行犯罪又は内乱外患に関する罪を除くほか、会期中その議院の許諾なくして逮捕されない。

## 解説
衆議院及び貴族院議員の不逮捕特権について言及した条文である。
1943年の中野正剛事件では、予審判事は伊藤博文の憲法義解は「会期中とは召集後」となり、議会開会には至っていないものの召集はされているために既に会期に入っているとして憲法第53条を適用して中野の釈放を命じた。